# Wereldkampioenschappen fitness en aerobics 2019
De wereldkampioenschappen fitness en aerobics 2019 waren een door de Fédération Internationale de Sports, d’Aérobic et de Fitness (FISAF) georganiseerd kampioenschap dat plaats vond in het Event & Convention Center in het Nederlandse Leiden van 10 tot 19 oktober 2019. Er namen circa 1600 atleten uit 17 verschillende landen deel.

## Resultaten

### Sport aerobics
| Discipline | Goud                                                  | Zilver                                                   | Brons                                         |
| Adults     | Adults                                                | Adults                                                   | Adults                                        |
| ---------- | ----------------------------------------------------- | -------------------------------------------------------- | --------------------------------------------- |
| Heren      | Jeremy Delmotte                                       | Juuso Väisänen                                           | Judicael Lesmann                              |
| Dames      | Adéla Citová                                          | Steph Keily                                              | Victorie Prokopová                            |
| Duo        | Allira Bull Siennah Pirona                            | Adéla Citová Karolína Janská                             | Lucie Veličková Marek Šotola                  |
| Trio       | Victorie Prokopová Andrea Švihálková Brenton Andreoli | Barbora Bucháčková Eliška Fajfrlíková Eliška Pechmannová | Evie De Schepper Chenoa Koekoekx Stien Edlund |
| Masters    |                                                       |                                                          |                                               |
| Heren      | Simone Mancini                                        |                                                          |                                               |
| Dames      | Melanie Harriman                                      | Kathia D'Hossche                                         | Jindřiška Čížková                             |

### Fitness
| Discipline  | Goud | Zilver | Brons |
| ----------- | --- | --- | --- |
| Step        | Valeriia Nikiforova Sofia Merkuleva Iullia Osadckuk Irina Chernousova Svetlana Senina Anna Egorova Arina Zubova                              | Daria Borovsikh Anastasiia Egorova Iuliia Urtemeeva Olga Chernova Daria Vvedenskaia Arina Riabinina Sofia Shmarova Nadezhda Fediashina | Kseniia Batalova Anna Borisova Anna Bykova Iana Dokuchaeva Iraida Ezhova Elizaveta Mergasova Sofia Miasnikova Mariia Iurkevich |
| Performance | Stacey James Kamila Bok Sinead Saunders Ruby Tynan Jasmyn Smith-Freer                                                                        | Georgia Gates Alex Scott Maria Antoniou Elise Burt Tess Scott                                                                          | Karolína Bouzková Veronika Brnková Daniela Chlebnová Jana Opršalová Eliška Tipplová                                            |
| Grande      | Jeremy Delmotte Jody Colle Stien Edlund Marlies Torfs Cassie Trappeniers Nele Boddin Chenoa Koekoekx Joni Tonnet Jitske Meeuwens Karen Comyn | Valentina Shemyakina Sofia Markina Anastasiia Zotova Daria Stepanova Sofiia Polina Irina Petrova Aleksandra Kulkova Vulkova Polina     | Denisa Baraniková Daniela Kamešová Tereza Karbanová Agáte Nováková Marika Podlucká Karolína Bouzková Veronika Vitková          |